# Paolo de San Leocadio
Paolo de San Leocadio (Reggio Emilia, 10 de setembre de 1447 – València cap al 1520) fou un pintor renaixentista italià d'origen i valencià d'adopció considerat com un dels primers pintors que va portar el Quattrocento a la península Ibèrica.
Era fill de Pietro Lazzaro de San Leocadio, i va tenir tres germans grans: Stefano, Nicolò i Lucca. El seu últim document a Reggio Emilia és de 1458, quan l'artista tenia 11 anys. Probablement poc després es va traslladar a Ferrara, on es va formar amb els mestres Bono da Ferrara i Ercole de Roberti. Va rebre la influència d'altres pintors italians com Pietro Perugino, que va pintar junt amb Pinturicchio les estances Borja del Vaticà per a Alexandre VI, i altres de l'escola de Ferrara i Bolonya com ara Andrea Mantegna, Cosimo Tura i Francesco del Cossa il Francia), a banda dels flamencs Hans Memling i Gerard David
Gràcies a les recomanacions del cardenal Roderic de Borja, que més tard fou el Papa Alexandre VI, va desembarcar amb només 24 anys al Grau de València el 1472, acompanyat de dos pintors més, Francesco Pagano i Riccardo Quartararo, àlies Mestre Ricard (Riquart als documents). De bon començament Paolo de San Leocadio i Francesco Pagano van rebre un tracte de favor enfront dels pintors valencians de l'època per venir recomanats pel cardenal Roderic Borja, de manera que de seguida van ser contractats per a pintar al fresc les parets de la capella Major de la Seu. Això era tot un repte si tenim en compte que aquesta era l'obra pictòrica més preuada del regne de València, i el 1469 havia estat danyada per un incendi.
No tots a València, ni de bon tros, estaven en condicions de pintar al fresc de forma òptima. En canvi, aquests dos pintors italians havien donat sobrades mostres de la seua capacitat i especialitat en la pintura al fresc. Foren contractats per 3.000 ducats o 52.980 sous, suma que mai més, al llarg dels segles XV i XVI, fou concedida a cap altre pintor actiu a València. Aquests frescs de la Seu encomanats el 1474, haurien estat acabats cap al 1481. Abans de fer-los haurien pintat una "Adoració dels Pastors", actualment en molt mal estat de conservació i ubicada en el corredor de trànsit cap a la capella del sant Calze, en la mateixa Seu de València, que hauria estat la prova imposada prèviament pel capítol a aquest pintor i superada amb èxit.

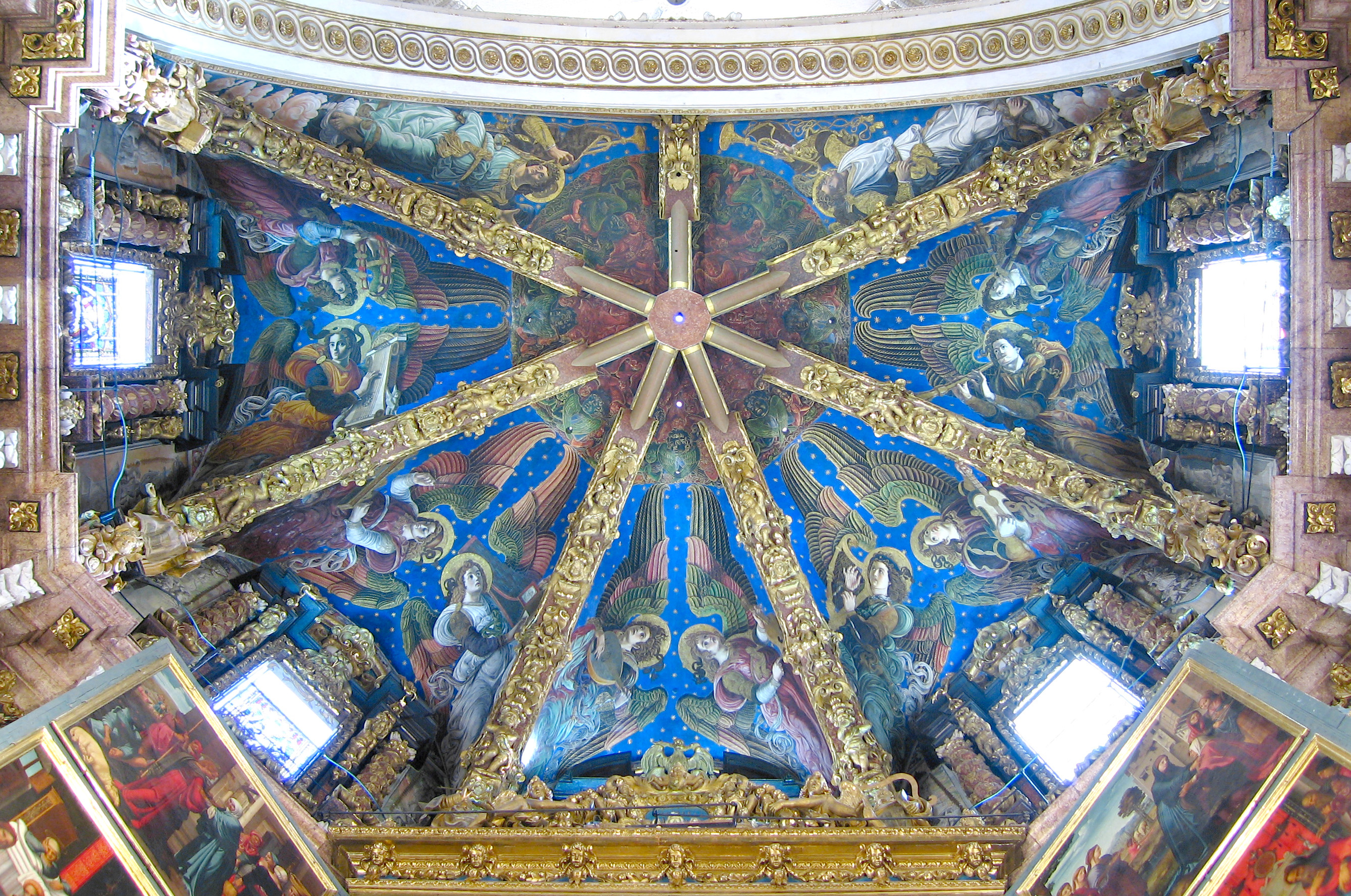

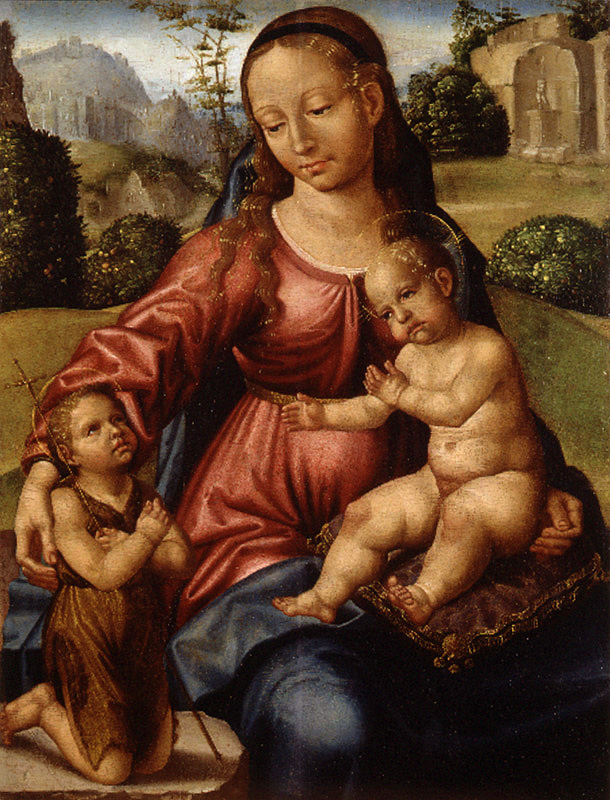
Mare de Déu amb l'Infant i Sant Joanet, cap al 1500, on hi ha una clara influència leonardesca a través dels Hernandos..

Els frescs de l'altar major de la Seu, que representen uns àngels bellíssims tocant instruments, són una mostra excepcional i paradigmàtica de l'obra pictòrica de Paolo de San Leocadio, que es distingeix per les seves composicions equilibrades i harmòniques, amb un intens i ric cromatisme, amb predomini dels colors blaus (cel) i rogencs (roba).
Curiosament dels àngels de la Seu només podem gaudir-ne des del 2006, per tal com havien estat tapats –que no destruïts- per una volta barroca de Juan Pérez Castiel feta entre 1674 i 1682, tot just dos segles després que els àngels. Amb ocasió d'unes obres de restauració el juny de 2004 els àngels –dels quals es tenia notícia per la documentació de la Seu del segle XV- foren redescoberts. Després de desmuntar la volta barroca i restaurar els frescs hom va optar per deixar les pintures al descobert definitivament, tal com estaven abans de la reforma de Pérez Castiel.
Fora del Cap i Casal, el 1484 pogué haver pintat a Florència la "Sacra Conversació" que es troba a la National Gallery de Londres. El 1490, pintà el retaule major de l'església de Santa Maria de Castelló; el 1491-1501 el retaule major de la Col·legiata de Gandia, una taula per a l'oratori de la duquessa, i un retaule per al convent de Santa Clara, tot desaparegut llevat de dues taules d'aquest darrer; el 1495 -1501 feu el retaule del Salvador (encara amb influència gòtica) i el 1513 -19 el magnífic retaule renaixentista de sant Jaume, tots dos per a l'església arxiprestal de Sant Jaume de Vila-real. En el contracte de 1513 per realitzar el segon retaule s'estipula que en cas que San Leocadio –que ja tenia cap als 70 anys- no poguera acabar-lo "el mestre Felip de Sancto Leocadio, pintor fill d'aquell, lo puixa e haja d'acabar en la forma que lo dit mestre Paulo, pare d'aquell, és tengut i obligat". El document de pagament d'aquest retaule del 12 d'abril de 1519 és l'última notícia documental que hom té de Paolo de San Leocadio, d'uns 75 anys.
Durant el temps que treballà a Vila-real també feu altres encàrrecs, com ara 12 sarges per a les portes de l'orgue de la Seu de València, encara que podrien ser de Nicolau Falcó sota la supervisió de San Leocadio.
A més, els crítics d'art li atribueixen, entre d'altres, Plany sobre el cos de Crist mort cap al 1507 al MNAC, Mare de Déu de Montesa entre sant Benet i sant Bernat cap al 1475 al Museu del Prado (alguns el consideren de Roderic d'Osona) i Mare de Déu amb el Xiquet i Sant Joanet cap al 1500 al Museu de Belles Arts de València.
Paolo de San Leocadio aportà les seues influències renovadores procedents d'Itàlia que van influir particularment en pintors com ara Nicolau Falcó o el seu fill Felip Pau de San Leocadio i, per tant, contribuí a l'enriquiment i progrés de l'escola valenciana, encara que ell també rebé influències de pintors valencians formats a Itàlia i deixebles de Leonardo da Vinci com ara els Hernandos (Hernando de los Llanos i Hernando Yáñez de la Almedina) com s'aprecia en Mare de Déu amb el Xiquet i Sant Joanet cap al 1500 al Museu de Belles Arts de València.

## Galeria

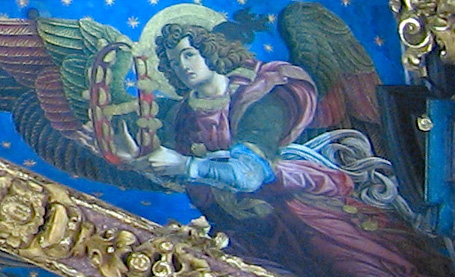
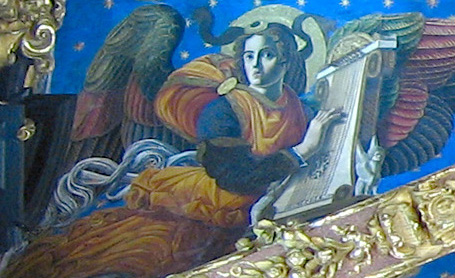
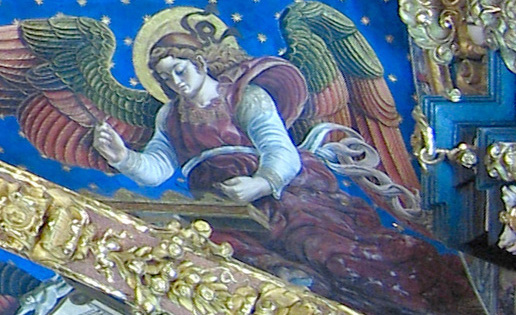
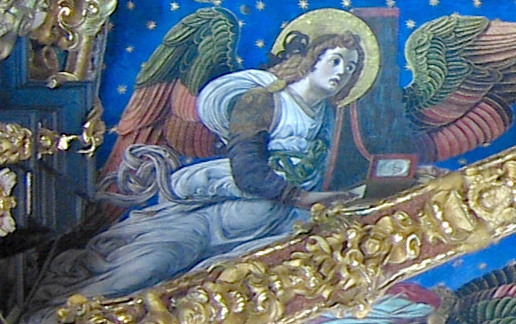
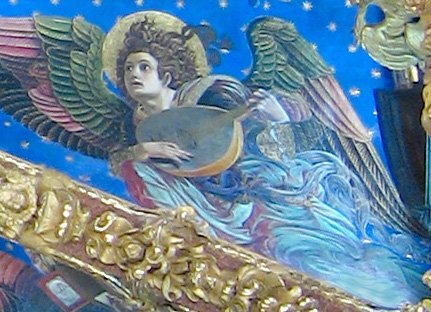
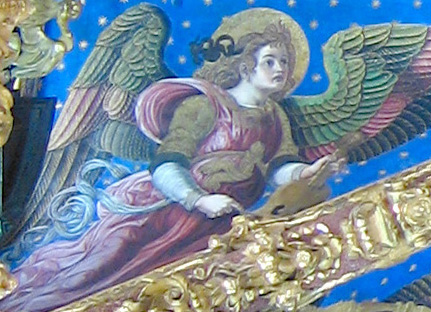
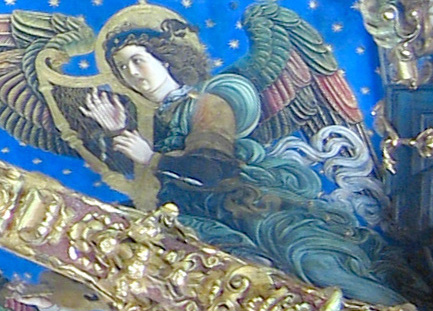
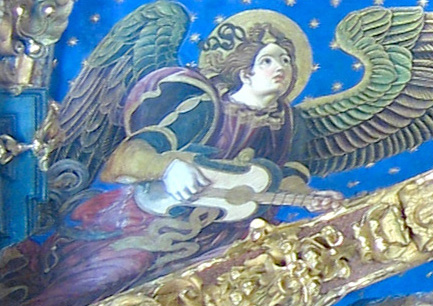
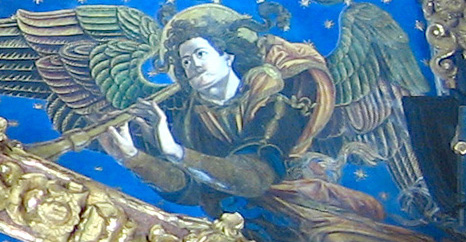
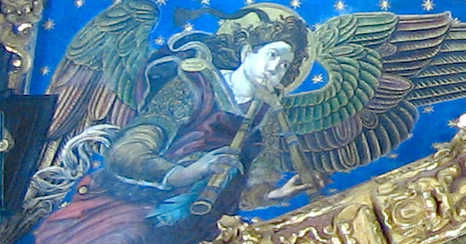
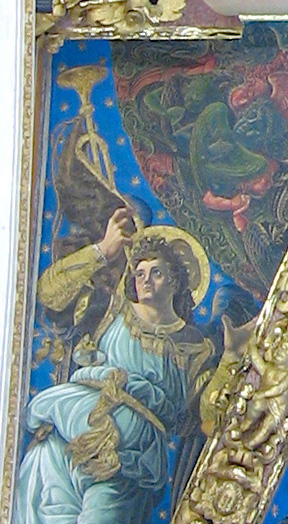
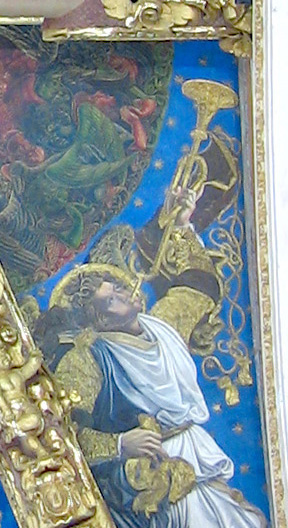

- Àngel músic amb una pandereta
- Àngel músic amb una cítara
- Àngel músic amb un organetto
- Àngel músic amb un dulcimer
- Àngel músic amb una llaüt
- Àngel músic amb una viola d'arc
- Àngel músic amb una arpa
- Àngel músic amb una viola de mà
- Àngel músic amb una xeremia
- Àngel músic amb una flauta doble
- Àngel músic amb una trompeta
- Àngel músic amb una trompeta